# Покровский уезд (Саратовская губерния)

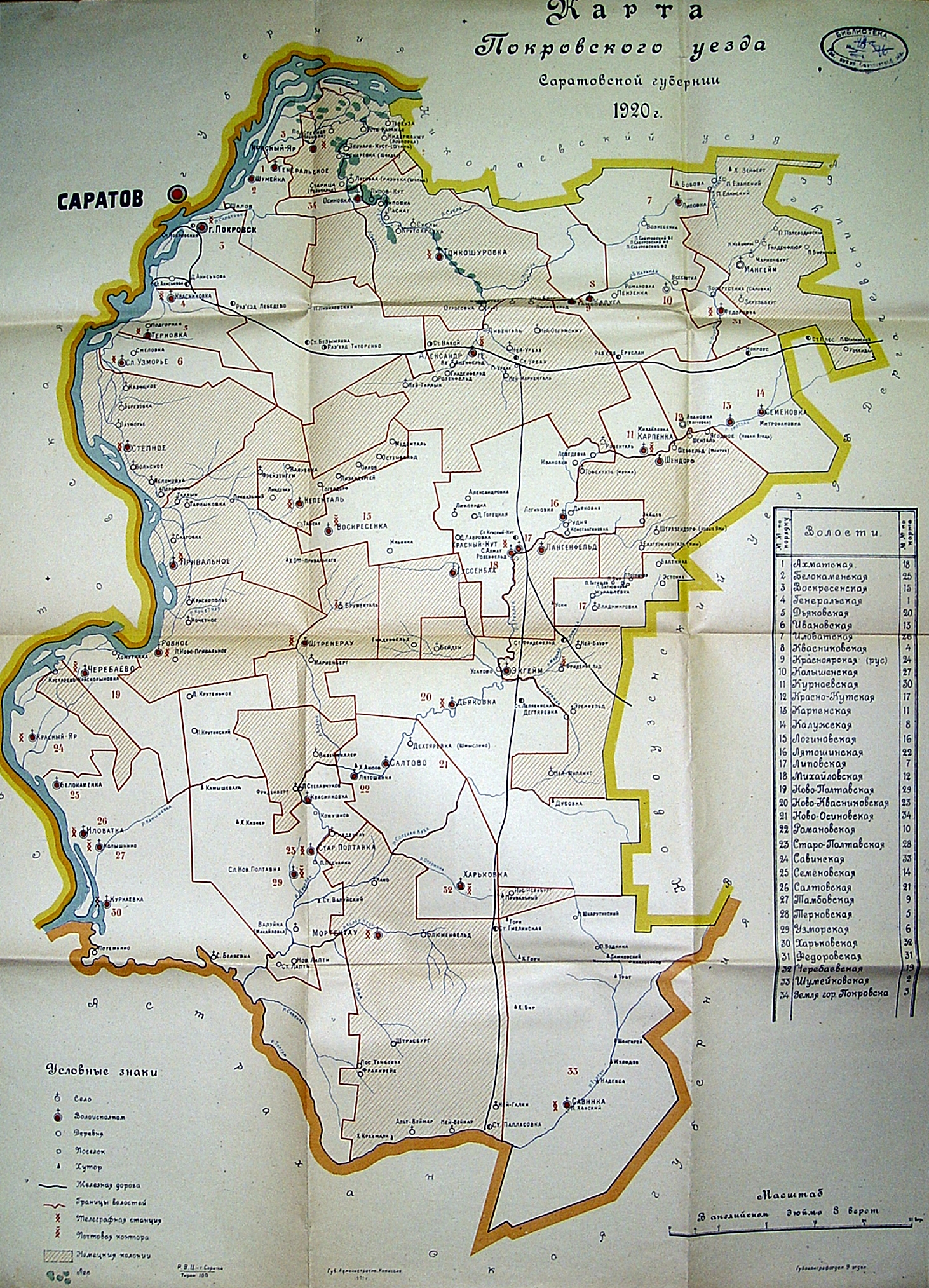
Покровский уезд Саратовской губернии 1920 г.

Покро́вский уе́зд  — историческая административно-территориальная единица в составе Саратовской губернии.

## История
6-й Новоузенский съезд советов постановил разделить Новоузенский уезд на 3 уезда: Новоузенский, Дергачевский и Покровский.
21 июля 1920 года губернская административная комиссия утвердила раздел уезда. Поскольку уезд участвовал в переписи 1920 года до утверждения раздела Новоузенского уезда центром (декрет ВЦИК от 5 января 1921 года), то датой его образования в справочнике взята дата утверждения губернской административной комиссией (21.07.20). По данным демографической, профессиональной переписи 28 августа 1920 года в Покровском уезде числилось 34 волости.
Разделение Новоузенского уезда на 3 уезда исключило в Покровском уезде работу по сокращению количества волостей за счёт их укрупнения до 1921 года.
В 1921—1922 годах число волостей уменьшилось с 34 до 15.
По постановлению ВЦИК от 22 июня 1922 года Покровский уезд полностью вошёл в состав ТКОНП.

## Административно-территориальное деление
Волости Покровского уезда Саратовской губернии:
1. Ахматская
2. Белокаменская
3. Воскресенская
4. Генеральская
5. Дьяковская
6. Ивановская
7. Иловатская
8. Квасниковская
9. Красноярская (рус.)
10. Колышенская
11. Курнаевская
12. Красно-Кутская
13. Карпенская
14. Калужская
15. Логиновская
16. Лятошинская
17. Липовская
18. Михайловская
19. Ново-Полтавская
20. Ново-Квасниковская
21. Ново-Осиновская
22. Романовская
23. Старо-Полтавская
24. Савинская
25. Семеновская
26. Салтовская
27. Тамбовская
28. Терновская
29. Узморская
30. Харьковская
31. Федоровская
32. Черебаевская
33. Шумейковская
34. Земля гор. Покровска